# Wereldbeker rodelen 2008/2009
De wereldbeker rodelen in het seizoen 2008/2009 begon op 6 november 2008 in het Oostenrijkse Igls en eindigde op 21 februari 2009 op de olympische baan in Vancouver. De rodelcompetitie bestond zowel voor de vrouwen als voor de mannen uit negen wedstrijden en er waren vijf wedstrijden voor landenteams. De wereldbeker werd georganiseerd door de FIL.
Bij de mannen verdedigde de Italiaan Armin Zöggeler met succes zijn titel. Het was zijn vierde op rij en de achtste in totaal. In de dubbelrodel lukte het de Duitsers Patric Leitner en Alexander Resch niet om voor de zesde keer te winnen. De titel ging naar de Italianen Christian Oberstolz en Patrick Gruber die na 2004/2005 hun tweede titel pakten nadat ze drie keer op rij als tweede waren geëindigd. De Duitse Tatjana Hüfner won net als vorig jaar de wereldbeker bij de vrouwen. Ook de tweede en derde plaats ging naar Duitsland. Duitsland verdedigde met succes de titel in het landenklassement.

## Mannen

### Individueel

#### Uitslagen
| Datum | Plaats          | Eerste            | Tweede         | Derde             |
| --- | --------------- | ----------------- | -------------- | ----------------- |
| 30/11/2008                                                                                                 | Igls            | Andi Langenhan    | David Möller   | Armin Zöggeler    |
| 07/12/2008                                                                                                 | Sigulda         | Albert Demtsjenko | Armin Zöggeler | David Möller      |
| 13/12/2008                                                                                                 | Winterberg      | Armin Zöggeler    | David Möller   | Johannes Ludwig   |
| 04/01/2009                                                                                                 | Königssee       | Armin Zöggeler    | David Möller   | Felix Loch        |
| 11/01/2009                                                                                                 | Cesana Torinese | Armin Zöggeler    | Felix Loch     | Daniel Pfister    |
| 17/01/2009                                                                                                 | Oberhof         | Jan Eichhorn      | Felix Loch     | David Möller      |
| 25/01/2009                                                                                                 | Altenberg       | Armin Zöggeler    | Felix Loch     | David Möller      |
| 6 t/m 8 februari 2009: Wereldkampioenschappen rodelen 2009 in Lake Placid (telt niet mee voor wereldbeker) |                 |                   |                |                   |
| 14/02/2009                                                                                                 | Calgary         | Armin Zöggeler    | Felix Loch     | Albert Demtsjenko |
| 21/02/2009                                                                                                 | Whistler        | David Möller      | Armin Zöggeler | Felix Loch        |

#### Eindstand wereldbeker
| # | Naam           | Land      | Punten |
| - | -------------- | --------- | ------ |
| 1 | Armin Zöggeler | Italië    | 786    |
| 2 | David Möller   | Duitsland | 659    |
| 3 | Jan Eichhorn   | Duitsland | 506    |
| 4 | Felix Loch     | Duitsland | 480    |
| 5 | Andi Langenhan | Duitsland | 453    |

### Dubbel

#### Uitslagen
| Datum | Plaats          | Eerste                                    | Tweede                                    | Derde                                     |
| --- | --------------- | ----------------------------------------- | ----------------------------------------- | ----------------------------------------- |
| 29/11/2008                                                                                                 | Igls            | Gerhard Plankensteiner Oswald Haselrieder | Andreas Linger Wolfgang Linger            | Tobias Schiegl Markus Schiegl             |
| 06/12/2008                                                                                                 | Sigulda         | Christian Oberstolz Patrick Gruber        | Andreas Linger Wolfgang Linger            | Peter Penz Georg Fischlerr                |
| 13/12/2008                                                                                                 | Winterberg      | Christian Oberstolz Patrick Gruber        | Tobias Schiegl Markus Schiegl             | Patric Leitner Alexander Resch            |
| 03/01/2009                                                                                                 | Königssee       | Patric Leitner Alexander Resch            | Tobias Wendl Tobias Arlt                  | Andreas Linger Wolfgang Linger            |
| 10/01/2009                                                                                                 | Cesana Torinese | Christian Oberstolz Patrick Gruber        | Gerhard Plankensteiner Oswald Haselrieder | Juris Šics Andris Šics                    |
| 17/01/2009                                                                                                 | Oberhof         | Tobias Wendl Tobias Arlt                  | Patric Leitner Alexander Resch            | André Florschütz Torsten Wustlich         |
| 24/01/2009                                                                                                 | Altenberg       | Christian Oberstolz Patrick Gruber        | Patric Leitner Alexander Resch            | Andreas Linger Wolfgang Linger            |
| 6 t/m 8 februari 2009: Wereldkampioenschappen rodelen 2009 in Lake Placid (telt niet mee voor wereldbeker) |                 |                                           |                                           |                                           |
| 13/02/2009                                                                                                 | Calgary         | Christian Oberstolz Patrick Gruber        | Peter Penz Georg Fischlerr                | Gerhard Plankensteiner Oswald Haselrieder |
| 20/02/2009                                                                                                 | Whistler        | André Florschütz Torsten Wustlich         | Patric Leitner Alexander Resch            | Andreas Linger Wolfgang Linger            |

#### Eindstand wereldbeker
| # | Naam                                      | Land       | Punten |
| - | ----------------------------------------- | ---------- | ------ |
| 1 | Christian Oberstolz Patrick Gruber        | Italië     | 735    |
| 2 | Patric Leitner Alexander Reschr           | Duitsland  | 629    |
| 3 | Andreas Linger Wolfgang Linger            | Oostenrijk | 590    |
| 4 | Tobias Wendl Tobias Arlt                  | Duitsland  | 521    |
| 5 | Gerhard Plankensteiner Oswald Haselrieder | Italië     | 504    |

## Vrouwen

### Individueel

#### Uitslagen
| Datum | Plaats          | Eerste               | Tweede               | Derde            |
| --- | --------------- | -------------------- | -------------------- | ---------------- |
| 30/11/2008                                                                                                 | Igls            | Tatjana Hüfner       | Natalie Geisenberger | Anke Wischnewski |
| 06/12/2008                                                                                                 | Sigulda         | Tatjana Hüfner       | Natalja Jakuschenko  | Anke Wischnewski |
| 12/12/2008                                                                                                 | Winterberg      | Natalie Geisenberger | Tatjana Hüfner       | Anke Wischnewski |
| 03/01/2009                                                                                                 | Königssee       | Tatjana Hüfner       | Natalie Geisenberger | Anke Wischnewski |
| 10/01/2009                                                                                                 | Cesana Torinese | Tatjana Hüfner       | Natalie Geisenberger | Nina Reithmayer  |
| 18/01/2009                                                                                                 | Oberhof         | Tatjana Hüfner       | Natalie Geisenberger | Anke Wischnewski |
| 24/01/2009                                                                                                 | Altenberg       | Natalie Geisenberger | Tatjana Hüfner       | Anke Wischnewski |
| 6 t/m 8 februari 2009: Wereldkampioenschappen rodelen 2009 in Lake Placid (telt niet mee voor wereldbeker) |                 |                      |                      |                  |
| 13/02/2009                                                                                                 | Calgary         | Tatjana Hüfner       | Natalie Geisenberger | Veronika Halder  |
| 20/02/2009                                                                                                 | Whistler        | Natalie Geisenberger | Tatjana Hüfner       | Anke Wischnewski |

#### Eindstand wereldbeker
| # | Naam                 | Land       | Punten |
| - | -------------------- | ---------- | ------ |
| 1 | Tatjana Hüfner       | Duitsland  | 855    |
| 2 | Natalie Geisenberger | Duitsland  | 785    |
| 3 | Anke Wischnewski     | Duitsland  | 592    |
| 4 | Nina Reithmayer      | Oostenrijk | 490    |
| 5 | Natalja Jakuschenko  | Oekraïne   | 484    |

## Landenwedstrijd
(officieel: Suzuki Relay)

#### Uitslagen
| Datum | Plaats     | Eerste                                                                   | Tweede                                                                    | Derde                                                                            |
| --- | ---------- | ------------------------------------------------------------------------ | ------------------------------------------------------------------------- | -------------------------------------------------------------------------------- |
| 06/12/2008                                                                                                 | Sigulda    | Oostenrijk Nina Reithmayer Daniel Pfister Andreas Linger Wolfgang Linger | Duitsland Tatjana Hüfner David Möller Tobias Wendl Tobias Arlt            | Verenigde Staten Ashley Walden Bengt Walden Mark Grimmette Brian Martin          |
| 13/12/2008                                                                                                 | Winterberg | Duitsland Tatjana Hüfner David Möller Patric Leitner Alexander Reschr    | Oostenrijk Nina Reithmayer Daniel Pfister Tobias Schiegl Markus Schiegl   | Verenigde Staten Ashley Walden Bengt Walden Christian Niccum Dan Joye            |
| 04/01/2009                                                                                                 | Königssee  | Duitsland Tatjana Hüfner David Möller Patric Leitner Alexander Resch     | Oostenrijk Nina Reithmayer Daniel Pfister Andreas Linger Wolfgang Linger  | Italië Sandra Gasparini Armin Zöggeler Gerhard Plankensteiner Oswald Haselrieder |
| 17/01/2009                                                                                                 | Oberhof    | Duitsland Natalie Geisenberger Jan Eichhorn Tobias Wendl Tobias Arlt     | Oostenrijk Nina Reithmayer Martin Abentung Andreas Linger Wolfgang Linger | Verenigde Staten Erin Hamlin Bengt Walden Mark Grimmette Brian Martin            |
| 23/01/2009                                                                                                 | Altenberg  | Duitsland Natalie Geisenberger David Möller Tobias Wendl Tobias Arlt     | Canada Alex Gough Samuel Edney Chris Moffat Mike Moffat                   | Italië Sandra Gasparini David Mair Christian Oberstolz Patrick Gruber            |
| 6 t/m 8 februari 2009: Wereldkampioenschappen rodelen 2009 in Lake Placid (telt niet mee voor wereldbeker) |            |                                                                          |                                                                           |                                                                                  |

#### Eindstand wereldbeker
| # | Land             | Punten |
| - | ---------------- | ------ |
| 1 | Duitsland        | 485    |
| 2 | Oostenrijk       | 401    |
| 3 | Verenigde Staten | 299    |
| 4 | Letland          | 276    |
| 5 | Italië           | 255    |

1977/1978 · 
1978/1979 · 
1979/1980 · 
1980/1981 · 
1981/1982 · 
1982/1983 · 
1983/1984 · 
1984/1985 · 
1985/1986 · 
1986/1987 · 
1987/1988 · 
1988/1989 · 
1989/1990 · 
1990/1991 · 
1991/1992 · 
1992/1993 · 
1993/1994 · 
1994/1995 · 
1995/1996 · 
1996/1997 · 
1997/1998 · 
1998/1999 · 
1999/2000 · 
2000/2001 · 
2001/2002 · 
2002/2003 · 
2003/2004 · 
2004/2005 · 
2005/2006 · 
2006/2007 · 
2007/2008 · 
2008/2009 · 
2009/2010 ·
2010/2011 ·
2011/2012 ·
2012/2013 ·
2013/2014 ·
2014/2015 ·
2015/2016 ·
2016/2017 ·
2017/2018 ·
2018/2019 · 
2019/2020 ·
2020/2021 ·
2021/2022 ·
2022/2023 ·
2023/2024 ·
2024/2025
Alpineskiën ·
Biatlon ·
Bobsleeën ·
Freestyleskiën ·
Langlaufen ·
Noordse combinatie ·
Rodelen ·
Schaatsen (junioren) ·
Schansspringen ·
Shorttrack ·
Skeleton ·
Snowboarden